# 笠間城
笠間城（かさまじょう）は、茨城県笠間市の佐白山にあった日本の城。江戸時代には、笠間藩の藩庁が置かれた。

## 歴史
鎌倉時代、この地域は真言宗の正福寺と徳蔵寺の勢力争いが盛んであり、両寺院の僧兵たちが争っていた。劣勢であった正福寺勢が下野守護宇都宮頼綱に援軍を求めたところ、頼綱は甥の笠間時朝（塩谷時朝）を派兵した。時朝は元久2年(1205年)、徳蔵寺の僧兵と戦うための拠点として佐白山山麓に麓城を築城し、徳蔵寺を討った。ところが麓城の規模があまりにも大きかったため、味方のはずの正福寺の僧兵までも時朝に敵対した。時朝は結局正福寺と徳蔵寺を滅ぼした後、承久元年(1219年、堅固な城を佐白頂上に築城した。これが笠間城の起こりである。その後笠間氏は18代にわたって笠間を治め、南北朝時代の5代笠間泰朝の時には、南朝に属して勤王の兵を挙げ、北朝の佐竹義春の攻撃を受けたが、籠城戦の末これを撃退している。
天正18年（1590年）の小田原征伐の際、18代笠間綱家が宗家の宇都宮氏に逆らい、同戦役後宇都宮氏に攻められ滅亡した（通説では笠間氏が後北条氏に与したために宇都宮氏に攻められたとされているが、笠間綱家が宇都宮氏に従って小田原征伐に参加した記録が存在するため、別の理由であると考えられている）。その後、一時宇都宮氏が支配した後蒲生郷成が入城し、この郷成の手により織豊系城郭に改修されたと考えられている。
慶長5年（1600年）関ヶ原の戦い後には松井松平家が入り、その後小笠原氏が入ったが改易されて、ついで戸田松平家が入り、そして永井氏が入った。その後、外様大名の浅野氏が2代、井上氏が2代、本庄氏が2代、再び井上氏が3代入った後、牧野貞通入城以後廃藩まで牧野氏8代が居城した。

## 沿革
- 元久2年（1205年）、宇都宮頼綱が一族の塩谷朝業を派遣し、笠間の地を占拠し進出した。
- 承久元年（1219年）、朝業の子の時朝が笠間の地に移り、佐白山に築城を開始した。
- 嘉禎元年（1235年）、笠間城完成。
- 天正18年（1590年）、当主綱家が宗家宇都宮氏の命に逆らい、小田原征伐の後に宇都宮氏勢に攻められ落城、替わって宇都宮氏の支配するところとなった。
- 文禄元年（1592年）2月、宇都宮国綱の家臣玉生勝昌が笠間城主として入城する。
- 文禄2年（1593年）11月8日、玉生勝昌が没し、その子範昌が城代となる。
- 文禄4年（1595年）3月15日、玉生範昌が笠間城から岡本城に遷る。
- 慶長3年（1598年）、蒲生郷成が3万石で封じられ笠間城に入城、現在の形に城域を整備した。
- 慶長6年（1601年）、郷成が除封され、松平康重が替わって入城した。
- その後諸氏が封じられ城主は目まぐるしく入れ替わったが（詳細は笠間藩を参照）、永享4年（1747年）、牧野貞通が8万石で封じられ、以後牧野氏が明治の廃藩まで笠間の地を治めた。
- 明治3年（1871年）の廃藩置県、明治6年（1873年）の廃城令により廃城処分とされ、建物は取り壊された。
- 平成29年（2017年）4月6日、続日本100名城（112番）に選定された。

## 構造
佐白山山頂の天守曲輪を中心に、東から北に掛けての山腹に郭を重ねる。天守曲輪および大手道には、関東の城郭には珍しく、石垣が多用されている。天守曲輪には天守台が設けられ、2重の天守が建てられた。
主郭部は、天守曲輪から本丸、二の丸、大手門に掛けての郭群により構成されるが、北方の谷に面した尾根上にも、横堀を伴う複数の郭が存在する。また、本丸南方にも横堀が存在し、東端は竪堀となって山麓に向けて下る。居館は、佐白山の北東山麓に置かれた。

### 天守
天守は2重で、「常盤国笠間之城絵図」（正保城絵図）では天守曲輪にその姿が描かれているが、具体的な外観や構造はわかっていない。笠間城の明治廃城後、解体を受けた天守の用材は佐志能神社（笠間城天守台に所在）の拝殿に使用されている。中井均は、転用材を使用したという拝殿の状態から、天守をそのまま改築して造ったものと推測している。また、田中嘉彦（笠間史談会会長）は調査によって、天守は移築現存する八幡台櫓とほぼ同一の構造であったと推測している。

## 遺構
山上の遺構は良く旧態を留めており、一部に後世の手が加えられているものの、石垣、堀などが残る。山麓居館部の保存状態は必ずしも良くないが、現在佐白山麓公園として整備され公開されている。
建造物の遺構としては、本丸八幡台上にあった八幡台櫓が真浄寺に移築され現存し、「笠間城櫓」として茨城県の文化財に指定されている。また、薬医門形式の城門2棟が、市内の民家に移築され現存する。

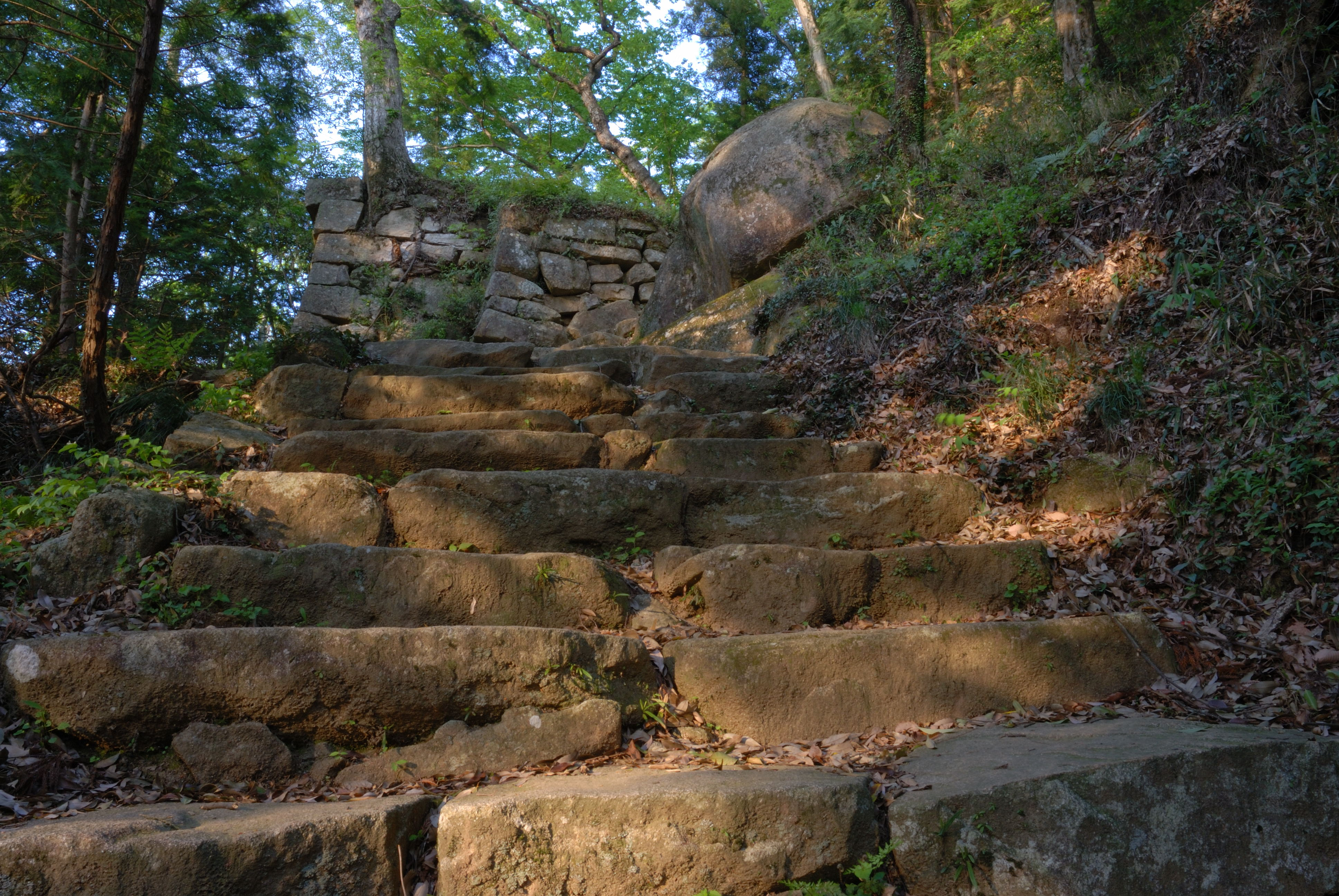
天守曲輪城道
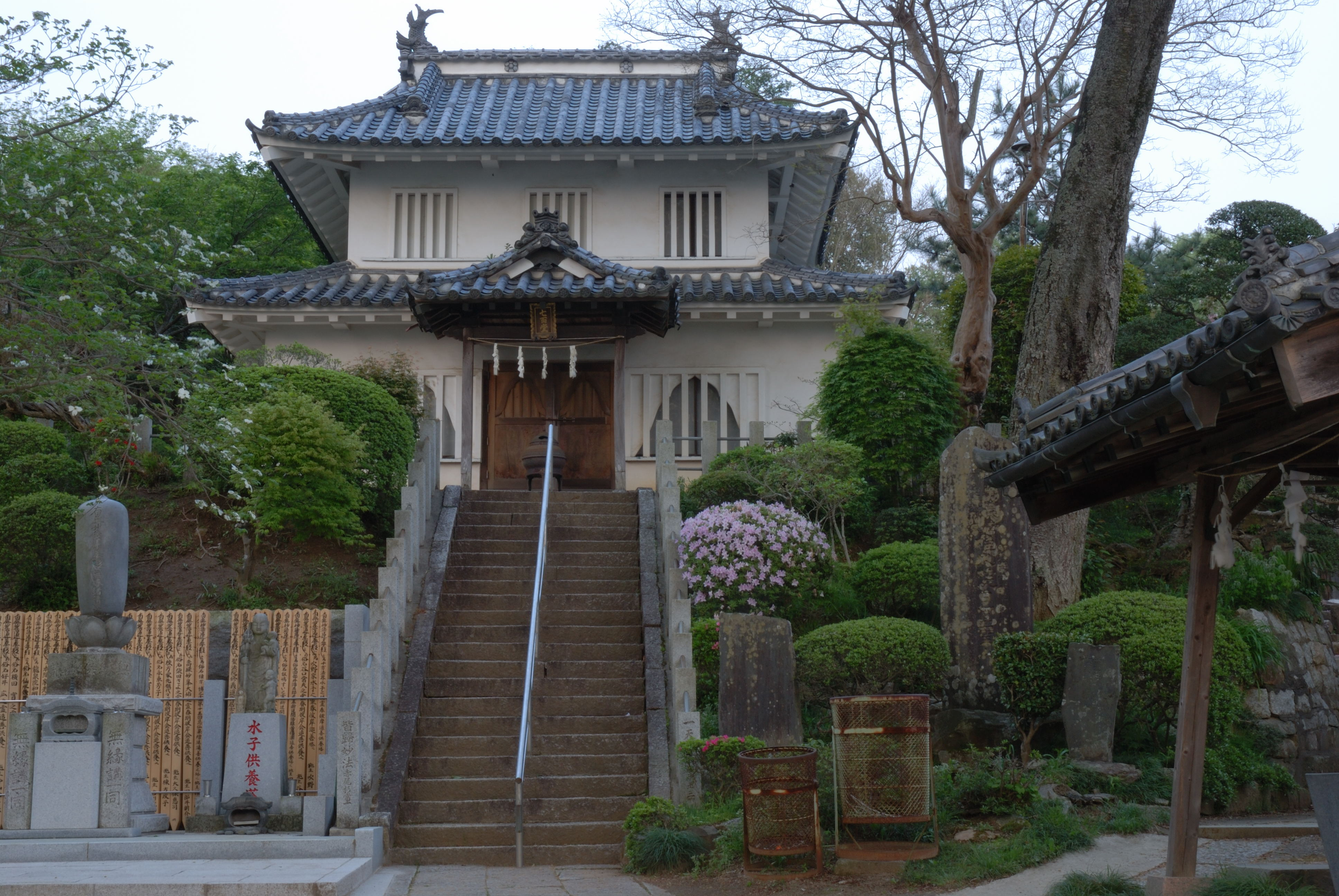
八幡台櫓
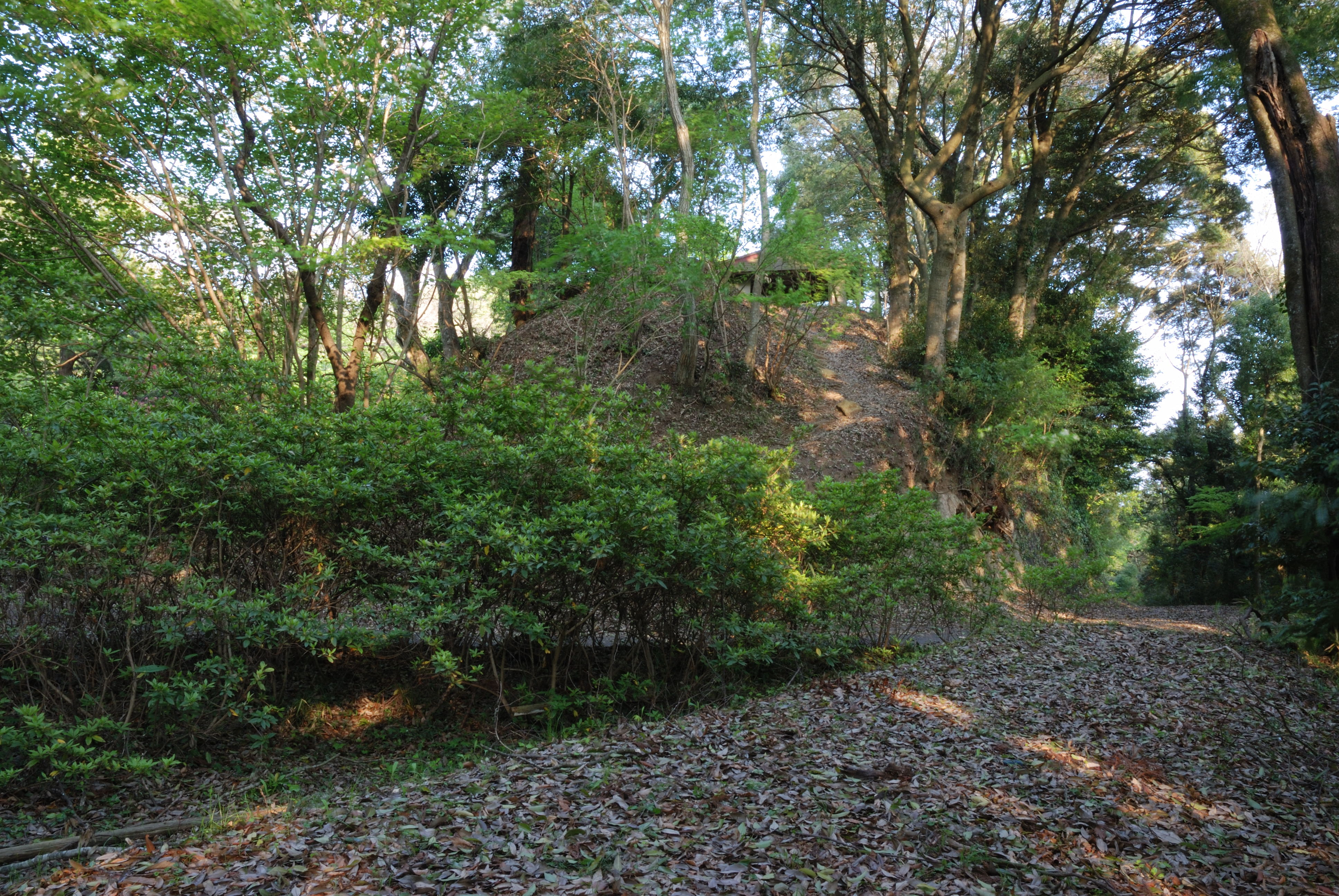
八幡台
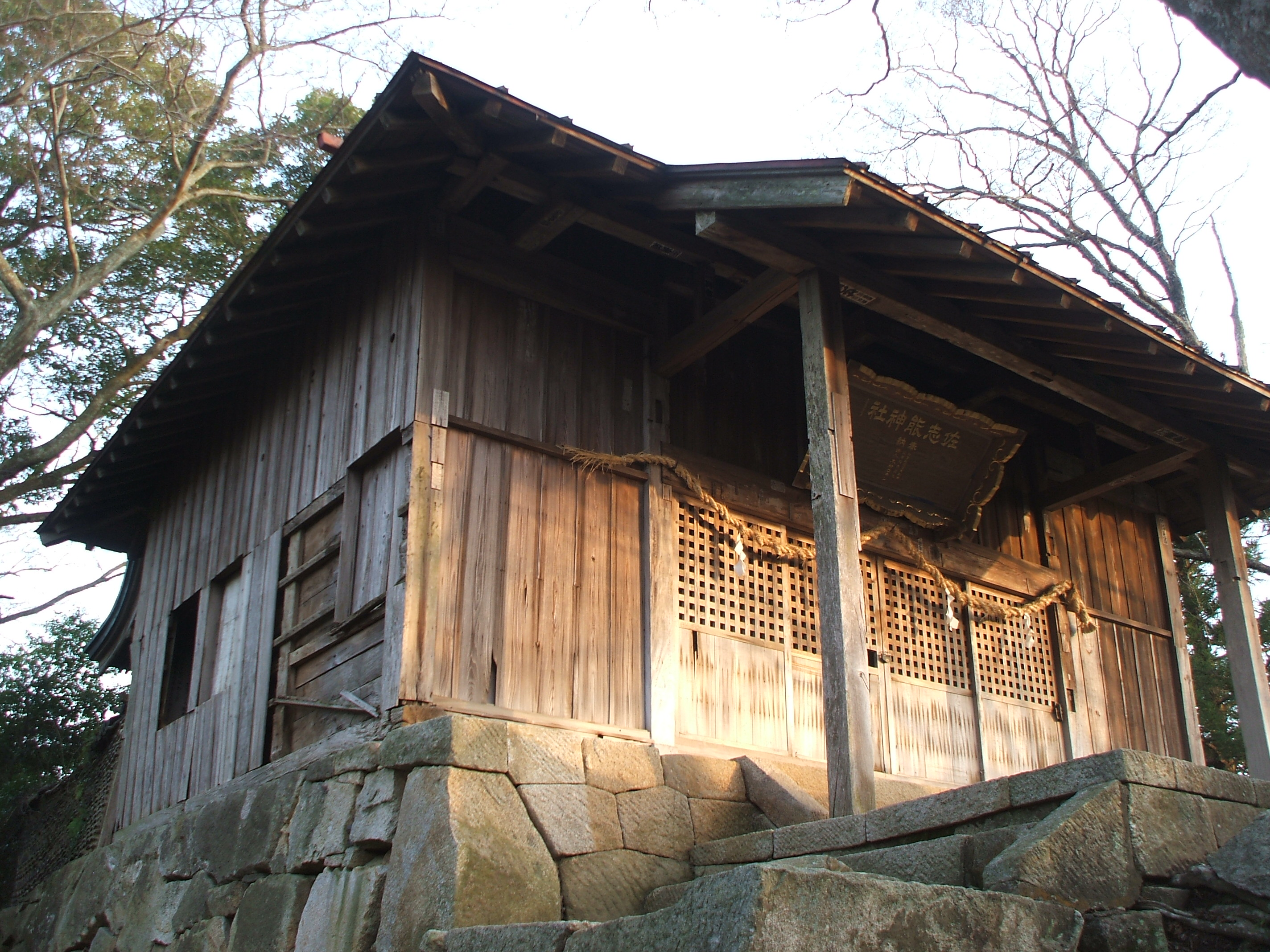
天守曲輪に鎮座する佐志能神社